# Marina Alta
La Marina Alta è una delle 34 comarche della Comunità Valenciana, con una popolazione di 175 310 abitanti in maggioranza di lingua valenciana; suo capoluogo è Dénia (in castigliano: Denia).
Amministrativamente fa parte della provincia di Alicante, che comprende 9 comarche.